# Milton Luiz de Souza Filho
Milton Luiz de Souza Filho, detto semplicemente Milton (Curitiba, 11 novembre 1961), è un ex calciatore brasiliano, di ruolo centrocampista.

## Carriera
Dopo essersi diplomato perito tecnico-chimico, scelse di proseguire la carriera calcistica nelle giovanili del Flamengo. Da professionista giocò in varie squadra brasiliane, fra cui il Coritiba; grazie alle prestazioni in maglia verde venne convocato nella nazionale olimpica, con cui vinse la medaglia d'argento ai Giochi di Seul 1988.
In quella circostanza venne notato dagli italiani del Como, che lo acquistarono nella stessa estate pagando al Coritiba 3 miliardi di lire. Con la squadra lariana incappò, suo malgrado, in due retrocessioni consecutive dalla Serie A alla Serie C1.
Proseguì quindi la carriera in Svizzera, dove rimase fino al ritiro giocando con Chiasso (1990-1991), Zurigo (1991-1993), Sion (1993-1995), San Gallo (1995-96) e ancora Sion (1996-1998).

## Palmarès

### Nazionale
- Argento olimpico: 1

Seul 1988

## Statistiche

### Cronologia presenze e reti in nazionale
| Cronologia completa delle presenze e delle reti in nazionale ― Brasile | Cronologia completa delle presenze e delle reti in nazionale ― Brasile | Cronologia completa delle presenze e delle reti in nazionale ― Brasile | Cronologia completa delle presenze e delle reti in nazionale ― Brasile | Cronologia completa delle presenze e delle reti in nazionale ― Brasile | Cronologia completa delle presenze e delle reti in nazionale ― Brasile | Cronologia completa delle presenze e delle reti in nazionale ― Brasile | Cronologia completa delle presenze e delle reti in nazionale ― Brasile |
| Data                                                                   | Città                                                                  | In casa                                                                | Risultato                                                              | Ospiti                                                                 | Competizione                                                           | Reti                                                                   | Note                                                                   |
| ---------------------------------------------------------------------- | ---------------------------------------------------------------------- | ---------------------------------------------------------------------- | ---------------------------------------------------------------------- | ---------------------------------------------------------------------- | ---------------------------------------------------------------------- | ---------------------------------------------------------------------- | ---------------------------------------------------------------------- |
| 9-12-1987                                                              | Uberlândia                                                             | Brasile                                                                | 2 – 1                                                                  | Cile                                                                   | Amichevole                                                             | -                                                                      | Ingresso · Uscita                                                      |
| 7-7-1988                                                               | Sydney                                                                 | Australia                                                              | 0 – 1                                                                  | Brasile                                                                | Australia Bicentenary Gold Cup - 1º turno                              | -                                                                      | 85’                                                                    |
| 10-7-1988                                                              | Melbourne                                                              | Brasile                                                                | 0 – 0                                                                  | Argentina                                                              | Australia Bicentenary Gold Cup - 1º turno                              | -                                                                      | 46’                                                                    |
| 28-7-1988                                                              | Oslo                                                                   | Norvegia                                                               | 1 – 1                                                                  | Brasile                                                                | Amichevole                                                             | -                                                                      | 70’                                                                    |
| 3-8-1988                                                               | Vienna                                                                 | Austria                                                                | 0 – 2                                                                  | Brasile                                                                | Amichevole                                                             | -                                                                      | 85’                                                                    |
| Totale                                                                 |                                                                        | Presenze                                                               | 3                                                                      |                                                                        | Reti                                                                   | 0                                                                      |                                                                        |